# Sidi Napon
Sidi Napon (Bobo-Dioulasso, Alto Volta, 29 de agosto de 1972) es un exfutbolista de Burkina Faso que jugaba en la posición de centrocampista.

## Carrera

### Club
| Periodo   | Club              |
| --------- | ----------------- |
| 1993-1996 | ES Viry-Châtillon |
| 1997-1998 | AS Évry           |
| 1999-2005 | RC Paris          |

### Selección nacional
Jugó para Burkina Faso en nueve ocasiones de 1995 a 1998 y anotó dos goles; participó en dos ediciones de la Copa Africana de Naciones.